# Cuota de sangre (Sendero Luminoso)
La cuota de sangre es un concepto elaborado por Abimael Guzmán, líder de Sendero Luminoso, mediante el cual el militante comunista debe sacrificar su vida por la revolución proletaria mundial. Como parte de la "cuota de sangre", el militante fomenta el odio para captar adherentes, instrumentaliza las masas a su favor y tolera la crueldad contra sus oponentes para ganarse la obediencia de las masas, viéndose la violencia como un elemento necesario en el camino hacia el comunismo y la muerte como un acto heroico.

## Descripción
La idea de la "cuota de sangre" implica que el militante comunista se debe inmolar en una acción que demuestre su valor. Al morir el militante en dichas acciones, se convierte en un mártir y ejemplo a seguir recordándose su memoria a través de ceremonias, monumentos y menciones de su "heroicidad". La muerte, dentro del planteamiento de la "cuota de sangre", se presenta como un acto heroico ya que se da la vida por una causa superior debido a que "la sangre no detiene la revolución, sino que la riega", justificándose la violencia como un medio y un fin. La violencia es vista como un paso fundante que derriba lo viejo y posibilita lo nuevo, considerándose como una manifestación necesaria de la lucha de clases. Por dicha razón, el militante debe impulsar el odio ya que el odio es identificado como un sentimiento noble que los oprimidos deben cultivar contra los opresores desembocando en "violencia revolucionaria", donde el oprimido buscaría liquidar al opresor destruyéndolo. De esta forma, el militante debe apelar al odio ya que es una respuesta a la opresión. Para Guzmán, la "violencia revolucionaria" es una decisión racional para avanzar en la construcción de una sociedad superior. En ese cauce, el partido fomenta el odio y tolera la crueldad ya que dichos factores contribuyen a derribar el "viejo orden". El senderista, al liquidar de forma cruel a su víctima considera que su acción asustará a posibles "colaboradores de la reacción" contribuyendo, con esto, al triunfo de su causa ganándose a su vez la obediencia de las masas populares.
Guzmán esperaba inducir al genocidio anunciando que “el triunfo de la revolución costará un millón de muertos”. El senderista debía "llevar siempre la vida en la punta de los dedos" y "cruzar el río de sangre" necesario para el triunfo de la "guerra popular" a la par que el campesinado tenía que "enfrentar el baño de sangre" subsecuente. Dicha concepción exigía el compromiso del senderista a sacrificar su vida al servicio del proyecto subversivo. Para Guzmán, ser senderista exigía liquidar la individualidad para su incorporación a una maquinaria de guerra transformándose el senderista en un "guerrero". En sus acciones, el senderista no usaba indumentaria, escondiéndose entre la población civil y atacando a traición. Guzmán buscaba incitar al Estado Peruano a que realice actos de violencia contra la población civil para que, de dicha manera, Sendero Luminoso pudiera obtener apoyo popular y capacidad de movilización de masas a través del odio fomentado mediante la agitación y propaganda (agitprop) ya que, para el líder senderista, se debía mostrar "la entraña fascista del régimen" a la población para que ésta se insurrecte. Si un senderista era liquidado por las fuerzas armadas, se esperaba que, si tenía familiares, estos fueron impulsados a la acción a través del odio en su búsqueda de venganza a la par que las fuerzas armadas eran señalados como asesinos. Se enseñaba, además, al senderista a nunca admitir que era parte del partido si era capturado.
El término fue compartido en la posteridad por el congresista Jorge Montoya cuando refirió una supuesta vacancia a Pedro Castillo que podría producir un "choque, [...] enfrentamiento".